# Óscar Ortiz
Óscar Ortiz (ur. 9 maja 1973 w Meksyku) – meksykański tenisista, reprezentant w Pucharze Davisa, olimpijczyk z Atlanty (1996).

## Kariera tenisowa
Karierę tenisową Ortiz rozpoczął w 1991 roku, a zakończył w 2001 roku. W grze pojedynczej wygrał dwa turnieje rangi ATP Challenger Tour, oba w 1994 roku na nawierzchni twardej, w Fortalezy i Campos do Jordão.
W grze podwójnej zwyciężył w ośmiu zawodach o randze ATP Challenger Tour. W 1999 roku podczas igrzysk panamerykańskich w Winnipeg zdobył srebrny medal w deblu, wspólnie z Marco Osorio.
Ortiz zagrał raz na igrzyskach olimpijskich, w Atlancie (1996) dochodząc do 2 rundy w singlu i odpadając w 1 rundzie debla (wspólnie z Alejandro Hernándezem).
W latach 1995–2001 reprezentował Meksyk w Pucharze Davisa. Rozegrał przez ten okres łącznie 11 pojedynków, z których 6 wygrał.
W rankingu singlowym Ortiz najwyżej był na 141. miejscu (29 maja 1995), a w klasyfikacji deblowej na 122. pozycji (15 lipca 1996).